# 渦電流探傷試験
渦電流探傷試験（うずでんりゅうたんしょうしけん）あるいは渦流探傷試験（かりゅうたんしょうしけん）は、材料、部品あるいは製品の非破壊検査法の一種であり、英語ではET（Eddy Current Testing/Electromagnetic Testing）という。鉄鋼・非鉄金属・黒鉛などの導電性材料からなる検査対象に適用可能であり、材料表面あるいは表層に誘起される渦電流がクラック（ヒビ）などの欠陥や表面付近の材質の不均一性によって変化する性質を利用して欠陥検出や材質選別を行う検査手法である。表面及び表面近傍の欠陥検出や材質選別には適しているが、表面下の深い位置にある欠陥検出には不適当である。

## 概要
以下のような手順により試験を行う。
1. ドライバコイルに任意の周波数を有する交流電流を印加すると、コイルに交流磁界が誘起される。
2. 互いに近接した状態で材料表面とコイルの相対位置が変化することで、誘起された交流磁界を打ち消すように、材料表面に交流の渦電流が発生する。
3. ドライバコイルにより発生した交流磁界と、渦電流により発生した交流磁界が打ち消し合い、残存した磁化がレシーバコイルに印加される。
4. レシーバコイルに印加された残存磁化を打ち消すようにレシーバコイルに電流が流れ、その電流値の変化をインピーダンスの変化に変換することで欠陥を検出する。

渦電流探傷検査はクラックの検出の他、次のようなものに利用される。
- 材質検査-金属探知､金属の種類､成分､熱処理状態などの変化の検出。
- 寸法検査-検査部位の寸法､膜厚､腐食状況及び変化の測定。
- 形状検査-検査部位の形状変化の判別。

特徴としては
- 検査結果が直接に電気出力として得られるため自動化及び無人運転が可能
- 非接触式なため検査スピードが速い
- 検査前後の前処理や後処理が不要
- 検査部位の形状はある程度単純な物に限られる

などが挙げられる。

## 探傷法
装置により方法は若干異なるが、基本的にはプローブを材料の無欠陥部（クラックが無い部分。良品）に当てたとき装置に表示される信号を基準として、他の部分で装置の信号に変化があればその部分に何らかの欠陥（クラックなど）があると見ることができる。
欠陥評価手法は、人工欠陥を付加した標準試験片にセンサ（プローブ）が近接した時の信号と比較することで行われる。